# Krzysztof Książek
Krzysztof Książek (ur. 5 sierpnia 1992 w Krakowie) – polski pianista, laureat II nagrody w Ogólnopolskim Konkursie Chopinowskim w 2015 roku, uczestnik XVII Międzynarodowego Konkursu Pianistycznego im. Fryderyka Chopina w Warszawie, laureat III nagrody i nagrody specjalnej za najlepsze wykonanie mazurków w I Międzynarodowym Konkurs Chopinowski na Instrumentach Historycznych.

## Wykształcenie muzyczne
Krzysztof Książek rozpoczął naukę gry na fortepianie w wieku 9 lat, w klasie fortepianu Grażyny Hesko-Kołodzińskiej w Szkole Muzycznej I stopnia Nr 1 im. Stanisława Wiechowicza w Krakowie. Od 2005 r. kształci się pod okiem prof. Stefana Wojtasa, najpierw jako uczeń szkoły muzycznej II stopnia, następnie jako student Akademii Muzycznej w Bydgoszczy, którą ukończył. Kształcił się także w ramach studiów podyplomowych w klasie Arie Vardiego w Hochschule für Musik, Theater und Medien w Hannowerze.

## Laureat konkursów
Krzysztof Książek został laureatem takich konkursów jak m.in.:
- Konkurs im. Ludwika Stefańskiego i Haliny Czerny-Stefańskiej (I miejsce, Grand Prix, nagroda specjalna za najlepsze wykonanie utworów Chopina oraz nagroda japońskiej grupy sponsorów Kigoukai w formie koncertów w Japonii – Płock 2008)[1],
- XV Concurs International de Piano Ricard Vines (II miejsce – Lleida, Hiszpania 2009)[1],
- The International Chopin Piano Competition (I miejsce, Grand Prix, nagroda specjalna – Lwów, Ukraina 2010)[1],
- VI Concorso Internazionale Pianistico Citta di Avezzano (I nagroda – Avezzano, Włochy 2011)[1],
- Ogólnopolski Konkurs Pianistyczny im. Fryderyka Chopina (III nagroda – Warszawa 2011)[1],
- I Międzynarodowy Konkurs Chopinowski na Instrumentach Historycznych (III miejsce, nagroda specjalna za najlepsze wykonanie mazurków, ufundowana przez Polskie Radio)[2],
- Półfinalista i laureat dwóch nagród pozaregulaminowych w XVII Międzynarodowym Konkursie im. Fryderyka Chopina w Warszawie (2015)[3],
- Laureat III nagrody i nagrody specjalnej za najlepsze wykonanie mazurków I Międzynarodowego Konkursu Chopinowskiego na Instrumentach Historycznych (2018)[3].

## Dorobek koncertowy
Koncertował w Japonii, Wielkiej Brytanii, Niemczech, Włoszech, Polsce, na Słowacji i na Węgrzech.
Krzysztof Książek brał udział w takich festiwalach jak m.in.:
- 67. Międzynarodowym Festiwalu Chopinowskim w Dusznikach-Zdroju[1],
- XVIII Międzynarodowy Festiwal Młodych Laureatów Konkursów Muzycznych Silesia[1],
- V Ogólnopolski Festiwal Promocyjny Sierpień Talentów[1],
- II Festiwal Premia Filharmonii Łódzkiej im. Artura Rubinsteina[1].

## Stypendia
Jest stypendystą Małopolskiej Fundacji Sapere Auso, Prezesa Rady Ministrów, Ministerstwa Kultury i Dziedzictwa Narodowego oraz Fundacji Pro Musica Bona. W latach 2005–2011 był objęty programem Krajowego Funduszu na rzecz Dzieci.